# Élrond
Élrond el Mig-Elf és un personatge fictici de l'univers de J.R.R. Tolkien, la Terra Mitjana. És un elf, fill de N'Eàrendil i N'Èlwing, i el Senyor de Rivendell. El seu germà bessó, Élros, va ser el primer dels Reis de Númenor.
El seu nom significa "Volta dels Estels", o la "Cúpula dels Estels". Com que era la 
 tenia una part important d'ascendència humana, també era anomenat el mig-elf.
Va ser dels cabdills dels elfs més nobles, savis i poderosos, i un dels darrers a abandonar la Terra Mitjana. Tenia la cara pàl·lida, els cabells foscos i els ulls grisos.

## Biografia

### Abans de la descoberta de l'Anell
Élrond i el seu germà bessó Élros van néixer al refugi de les Boques del Sírion, fills de n'Eàrendil i n'Èlwing, i besnets d'en Lúthien de Dòriath. Quan encara eren nens, els fills d'en Fëanor van atacar el refugi en què va ser la tercera i darrera matança fratricida entre elfs, i els dos bessons van ser fets presoners. Els seus pares van témer que els matarien, però els germans Maedhros i Maglor se'n van apiadar i en van tenir cura.
Després de la Guerra de la Ira i la fi de la Primera Edat, es va permetre als mig-elfs d'escollir a quina nissaga volien pertànyer. N'Élrond va escollir la immortalitat dels Primogènits (els elfs), mentre que el seu germà Élros va preferir ser comptat entre els homes.
A la Segona Edat Élrond va anar a viure a Lindon, a la casa de Guil-galad, el darrer Rei Suprem dels Nóldor. Més tard va anar a viure a Erègion, i després de la destrucció d'Erègion per part d'en Sàuron va fundar el refugi de Rivendell, una de les últimes fortaleses contra el Senyor Fosc. Aleshores Guil-Galad va confiar-li Vilya, un dels tres anells dels elfs.
Al final de la Segona Edat, va ser l'herald de Guil-Galad a la batalla de Dagorlad, en què l'última aliança d'elfs i homes va derrotar en Sàuron. En Guil-galad va morir en la batalla, deixant n'Élrond com a líder de facto dels elfs de la Terra Mitjana.
L'any 109 de la Tercera Edat es va casar amb la Celebrían, filla d'en Cèleborn i na Galàdriel. De la unió en va néixer l'any 130 els bessons Èl·ladan i Èlrohir, i el 241 una filla: Arwen Undómiel.

### El Senyor dels Anells
Després de rebre a Rivendell en Frodo Saquet, el Portador de l'Anell, i curar-lo de les ferides que havia rebut d'una fulla dels Nazgûl, n'Élrond va convocar un Consell on es reunirien els pobles lliures per discutir sobre la línia d'acció a seguir. Allí s'hi decidí que l'Anell Únic havia de ser destruït, i es va designar la Germandat de l'Anell per a dur a terme la missió.
Élrond va romandre a Rivendell fins a la destrucció de l'Anell i d'en Sàuron, i aleshores va viatjar a Minas Tirith per assistir al casament de la seva filla Arwen amb n'Àragorn, nou Rei del Regne Reunificat d'Àrnor i Góndor. Finalment, l'any 3021 de la Tercera Edat, amb aproximadament 6.520 anys a l'esquena, n'Élrond va salpar de les Rades Grises abandonant per sempre la Terra Mitjana.

## Genealogia dels Mig-elfs
```
  
Finwë
 = 
Indis

        |
    
Fingolfin
 = 
Anairë
    
Gàldor
      
Thíngol
 = 
Mèlian

           |                 |
           |          (1)    |
        
Turgon
 = 
Elenwë
   
Huor
    
Beren
 = 
Lúthien

               |           |
            
Idril
 ======= 
Tuor
        
Dior
 = 
Nímloth

                     |
                     |                -------------
                     |           |
                  
Eàrendil
 ======== 
Èlwing
  
Elured i Elurín
     
Galàdriel
 = 
Cèleborn

                              |
                        ------------------          ------------------------
                        |          |
                      
Élros
            
Élrond
 = 
Celebrían

                        |
                
Reis de Númenor
               |
                        :                     |
                
Senyors d'Andúnië
             |
                        :                     |
           
Alts Reis d'Àrnor i Góndor
         |
                        :                     |
                  
Reis d'Àrnor
                |    
                        :                     |
                
Reis d'Arthedain
              |
                        :                ----------------------
             
Capitans dels dúnedain
      |                    |
                        :       (4)      |                    |
                     
Àragorn
 ========= 
Arwen
         
Èl·ladan i Èlrohir

                                 |
                                 |
                             
Eldàrion
```

## Adaptacions
En la versió cinematogràfica de Peter Jackson d'El Senyor dels Anells, l'actor Hugo Weaving interpreta el mig-elf Élrond en les tres pel·lícules de la trilogia.
La interpretació d'Élrond de Peter Jackson difereix en diversos aspectes de l'original. A la trilogia, n'Élrond mostra una actitud molt més hostil envers els homes en particular i n'Àragorn en concret, i s'oposa frontalment a la unió de la seva filla amb el futur rei de Góndor. També és una desviació dels llibres l'aparició de n'Élrond al sud per entregar l'espasa Andúril a n'Àragorn just abans de travessar els Camins dels Morts.

## Celebrían
Celebrían és un personatge fictici de l'univers de J.R.R. Tolkien, la Terra Mitjana. Va ser filla de Celeborn i Galadriel, esposa d'Elrond, i mare d'Arwen, Elrohir i Elladan. El seu nom significa "reina de plata" en sindarin.
La data de naixement de Celebrían no està especificada, i apareix per primer cop (En els contes inacabats) l'any 1350 de la Segona Edat. Se sap que posteriorment va casar-se amb Elrond el 109 de la Tercera Edat.
Va viure a Lórien amb els seus pares, i probablement va ser present a la fundació de Rivendell, on acabà residint amb el seu marit Elrond. Va ser mare dels bessons Elladan i Elrohir el 130 de la Tercera Edat, i d'Arwen Undómiel el 241.
L'any 2509, en un viatge de Rivendell a Lórien va ser capturada per orcs, i torturada. Els seus fills la van rescatar, i el seu marit va curar-la, però després de la "por i el turment" mai tornà a ser la mateixa, i va marxar de la Terra Mitjana al cap d'un any.